# Elaphria deliriosula
Elaphria deliriosula là một loài bướm đêm trong họ Noctuidae.